# Sint-Mauritiuskerk (Koblenz)
De Sint-Mauritiuskerk is een rooms-katholieke parochiekerk van het stadsdeel Rübenach van de Duitse stad Koblenz. De parochiekerk werd gebouwd op het hoogste punt van Rübenachen en bepaalt het silhouet van de omgeving. Bijzonder aan de in 1862-1866 gebouwde kerk is de gemetselde torenspits. De kerk draagt het patrocinium van de heilige Mauritius.

## Geschiedenis
Omstreeks het jaar 1220 werd in het voormalige dorp Rübenach, dat sinds 1970 een stadsdeel vormt van Koblenz, een kerk gebouwd. De in de loop der eeuwen regelmatig verbouwde kerk was in de 19e eeuw door de sterke bevolkingsgroei van Rübenach te klein geworden. Na het uitbreken van een grote brand in 1841, waarbij een aanzienlijk deel van het dorp verwoest werd, besloot men tot de bouw van een nieuwe kerk waar men in 1862 mee begon. Er ontstak daarop een hevige strijd in Rübenach tussen voor- en tegenstanders van afbraak van de oude romaanse kerk. Alhoewel de kerk bouwvallig was, pleitte de Pruisische regering in Berlijn in 1863 voor het behoud van de kerk en verbood de sloop ervan. De regering kreeg daarbij de steun van de latere Keuler aartsbisschop Philipp Krementz. Na de voltooiing van de nieuwbouwkerk begonnen op 2 november 1866 enkele fanatieke voorstanders van de afbraak eigenmachtig het oude godshuis te slopen. Er moesten Pruisische soldaten van het in Koblenz gestationeerde Koningin Augusta Garde-Grenadier-regiment nr. 4 aan te pas komen om de rust en orde in het dorp te herstellen. Wegens de zware beschadigingen die men reeds het oude bouwwerk had toegebracht werd de kerk in het voorjaar 1867 uiteindelijk toch nog geheel gesloopt. Als straf echter voor het wangedrag van de dorpelingen werd het gemeentehuis naar Weißenthurm verplaatst.

## De nieuwe Mauritiuskerk
De Koblenzer architect Johann Claudius von Lassaulx kreeg op 19 mei 1846 de opdracht om de nieuwe Mauritiuskerk te bouwen. Maar met het verzamelen van de benodigde gelden, het slechten van de meningsverschillen rond de bouw van de kerk en het verwerven van een stuk bouwland, verstreken er nog eens 15 jaar. Inmiddels was Lassaulx al in 1848 overleden en kon zijn bouwplan, dat voorzag in een classicistisch gebouw met neoromaanse elementen, niet meer worden uitgevoerd. In 1857 ontving de Keulse architect Vincenz Statz de opdracht die een neogotische hallenkerk met toren ontwierp. Op 24 februari 1862 werd begonnen met het leggen van de eerste steen. Met de overhandiging van de sleutel aan de burgemeester op 8 augustus 1865 was de bouw voltooid. Vervolgens werd de kerk gezegend en in gebruik genomen op 31 maart 1866. De bisschop van Trier Matthias Eberhard consacreerde de kerk op 24 september 1868 in het bijzijn van de hoogste vertegenwoordiger van de provincie Adolph von Pommer Esche.

## 1942
Bij luchtaanvallen op Koblenz in de Tweede Wereldoorlog werd de Sint-Mauritiuskerk op 12 augustus 1942 door een Britse luchtmijn geraakt waarbij het hele koor volledig weggeslagen werd. Tien jaar lang kon de kerk niet meer worden gebruikt. De herbouw werd wegens kostenbesparing in 1952 met een vlakke koorafsluiting uitgevoerd. Ook werd het torentje boven het koor niet meer herbouwd. De plaats van het oude koor is met stenen in het gras gemarkeerd. Bij een renovatie van het interieur kreeg de kerk een eenvoudige beschildering waarbij de oude fresco's werden overgeschilderd. In het kader van de liturgische vernieuwingen in de jaren 60 werd het altaar opnieuw ingericht. In 1996 werd de kerktoren gerenoveerd.